# سيتي غروب
سيتي غروب (بالإنجليزية: Citigroup Inc، ولكنها تعمل تحت اسم سيتي Citi) هي أحد أكبر شركات الخدمات المالية الأمريكية. مقرها الرئيس في مدينة نيويورك. وقد نشأت الشركة على إثر عملية الاندماج الكبرى التي تمت بين عملاق البنوك سيتي كورب والتكتل المالي ترافلرز غروب في 7 أبريل 1998. تتمتع سيتي غروب بأكبر شبكة خدمات مالية في العالم، حيث تمتد في 107 دول مع نحو 12,000 مكتب على امتداد العالم. كان لدى الشركة مطلع عام 2008 نحو 370 ألف موظف، لكن الشركة قامت خلال ذلك العام بتقليصات كبيرة في عدد الموظفين على إثر الأزمة المالية العالمية. يبلغ عدد حسابات العملاء لدى الشركة أكثر من 200 مليون حساب. كما بلغ إجمالي حجم الأصول لديها 2.187 تريليون دولار.
عام 2007 بلغت إيرادات المجموعة المالية نحو 159 مليار دولار وحققت ربحاً صافياً بلغ 3.6 مليار دولار.
أكبر المساهمين في الشركة هو جهاز أبوظبي للاستثمار (اديا) عندما أعلن في 26 نوفمبر 2007 عن نيته في استثمار مبلغ وقدرة 7.5 مليار دولار في سيتي قروب وتملكه نسبه 4.9% وثانيا يحل الأمير الوليد بن طلال والذي يملك حصة حجمها 4.3% من المجموعة المالية.وفي نوفمبر 2023 اشترت المملكة القابضة حصة الأمير الوليد بن طلال ، لترتفع بذلك حصة شركة المملكة القابضة في سيتي غروب (Citi Group) من 1.63% إلى 2.2%.

## الأزمة المالية العالمية 2008
مع تفاقم أزمة الرهن العقاري وأزمة الأئتمان وتحولها لأزمة اقتصادية تعتبر الأقوى في التاريخ تعرض البنك لضغوط كبيرة مما أدى إلى انخفاض ارباحه بقوة وقالت المجموعة فيما بعد أن خسائرها وصلت إلى 10 مليارات دولار جراء الازمة  وقد اعلنت المجموعة عن تسريح 75000 موظف عالمي وفي 23 نوفمبر 2008 أعلن عن طلبها مساعدات عاجلة من الحكومة الأمريكية.
البنوك الأربعة الكبار في الولايات المتحدة الأمريكية:
- ولز فارجو
- بنك أوف أمريكا
- سيتي غروب
- جي بي مورجان تشايس

## وصلات خارجية
- سيتي غروب على موقع الموسوعة البريطانية (الإنجليزية)
- سيتي غروب على موقع الموسوعة البريطانية (الإنجليزية)
- سيتي غروب على موقع قاعدة بيانات برودواي على الإنترنت (الإنجليزية)
- الموقع الرسمي لسيتي جروب